# Caeneressa muirheadii
Caeneressa muirheadii là một loài bướm đêm thuộc phân họ Arctiinae, họ Erebidae.